# Гонсалес, Педро (футболист, 1943)
Педро Гонсалес Савала (исп. Pedro González Zavala; род. 19 мая 1943, Лима) — перуанский футболист, полузащитник.

## Карьера

### Клубная карьера
Во взрослом футболе дебютировал в 1963 году в клубе «Порвенир Мирафлорес», где играл на протяжении одного сезона. В том же году перешёл в клуб «Университарио», за который Отыграл следующие семь сезонов своей игровой карьеры. Вместе с командой четырежды становился чемпионом Перу.
В 1971 году перешёл в клуб «Дефенсор Лима», с которым в 1973 году завоевал титул чемпиона Перу. Завершил карьеру футболиста в 1975 году в клубе «Спорт Бойз», за который выступал с 1974 года.

### Карьера в сборной
28 июля 1967 года дебютировал в официальных матчах в составе национальной сборной Перу в товарищеском матче против Уругвая.
В составе сборной был участником чемпионата мира 1970 года, где принял участие в матчах против сборных Марокко и ФРГ.
Всего в составе сборной принял участие в 16 матчах, не забив ни одного гола.

## Достижения
«Университарио»
- Чемпион Перу: 1964, 1966, 1967, 1969

«Дефенсор Лима»
- Чемпион Перу: 1973